# デイヴィ・グレアム
デイヴィ・グレアム（Davy GrahamまたはDavey Graham、1940年11月26日 - 2008年12月15日）は、イングランドのギタリスト（一部のアルバムでは歌うこともある）。商業的成功には恵まれなかったが、フォークを中心にブルース、ジャズ、中東音楽、インド音楽等の要素も持ち込んだ音楽性で、1960年代イギリスのフォーク・シーンにおける重要な触媒になった人物として評価されており、フォーク界のみならずジミー・ペイジやレイ・デイヴィス等のロック・ミュージシャンにも影響を与えた。

## 来歴

### デビュー前
レスターシャー出身。スカイ島出身の父と、イギリス領ギアナ出身の母の間に生まれた。幼い頃にハーモニカを始め、その後ピアノも始めるが、特に音楽教育は受けなかったという。そして、スキッフル等に影響を受けて、本格的にギターを練習するようになった。
18歳になると、ギリシャ、北アフリカ、パリを回り、ストリートミュージシャンとして活動した。また、1959年にはBBCのテレビ番組に出演して、「クライ・ミー・ア・リヴァー」のインストゥルメンタル・ヴァージョンを演奏した。

### 1962年〜1975年
1962年、EP「3/4 AD」でレコード・デビューを果たす。同作は、グレアムによる2曲「Angi」「Davy's Train Blues」と、グレアムとアレクシス・コーナーの共演による「3/4 A.D.」を含む内容。「Angi」は、グレアムのガールフレンドにちなんだタイトルのインストゥルメンタルで、バート・ヤンシュのアルバム『バート・ヤンシュ』（1965年）やサイモン&ガーファンクルのアルバム『サウンド・オブ・サイレンス』（1966年）、チキン・シャックのアルバム『100トン・チキン』（1969年）等でカヴァーされた。
1963年、ファースト・アルバム『ザ・ギター・プレイヤー』を発表。同作はジャズからの影響を反映させた作品で、ソニー・ロリンズ、キャノンボール・アダレイ、ポール・デスモンド等の楽曲をアコースティック・ギター演奏でカヴァーしている。音楽評論家のTom Jurekは、allmusic.comにおいて同作を「1960年代から1970年代の英国フォーク・シーンにおけるアコースティック・ギターのインストゥルメンタル作品としては、特に偉大な作品の一つ」と評した。また、グレアムはこの頃、映画『召使』にギタリスト役で出演した。
セカンド・アルバム『フォーク、ブルース&ビヨンド』（1964年）でも、ボビー・ティモンズやチャールズ・ミンガスといったジャズ・ミュージシャンの楽曲を取り上げているが、他にもボブ・ディランやリトル・ウォルターのカヴァー、イギリスの民謡も収録した幅広い音楽性となっており、自身によるボーカルをフィーチャーした曲もある。また、グレアムのオリジナル曲の比重も増している。同じ1964年には、女性フォーク歌手シャーリー・コリンズとの共演盤『フォーク・ルーツ、ニュー・ルーツ』も発表した。
1968年のアルバム『ラージ・アズ・ライフ・アンド・トゥワイス・アズ・ナチュラル』は、ラヴィ・シャンカル等からの影響でインド音楽に傾倒した内容となっており、コロシアムのジョン・ハイズマンとディック・ヘクストール＝スミス、ペンタングルのダニー・トンプソンが参加している。トンプソンは次作『ハット』（1969年）にも参加しており、『ハット』にはビートルズやサイモン&ガーファンクル等のカヴァーも含まれている。
しかし、グレアムはドラッグの問題も抱えていた。1970年には、当時の妻ホリー・グィンとの共演アルバムを2枚発表するが、2人は1970年代初頭には離婚しており、グレアムは音楽活動もほとんど行わなくなった。活動を休止していた間は、ギターの他にウードやサロードといった民族楽器を練習したり、様々な言語を学んだりして過ごしたという。

### 1976年以降
1976年、6年ぶりのアルバム『All That Moody』を発表して活動を再開した。この頃より、名義のスペルが"Davy Graham"から"Davey Graham"に変更されている。
1978年のアルバム『コンプリート・ギタリスト』では、グレアムを敬愛するジョン・レンボーンがプロデューサーを務めた。2009年に発売された『コンプリート・ギタリスト』の再発CDは、収録曲のうち6曲のタブ譜も付いた仕様となっている。
1979年のアルバム『ダンス・フォー・トゥー・ピープル』の録音では、マーティンのアコースティック・ギターの他にフラメンコギター、ウード、サロード、ブズーキも使用された。
2005年、BBCラジオでグレアムを特集したドキュメンタリー番組「Whatever Happened to Davy Graham」が放送された。
2007年、生前最後のアルバム『ブロークン・ビスケッツ』を発表。2008年には肺癌と診断され、同年12月15日にロンドンで死去した。

## 影響
いわゆるミュージシャンズ・ミュージシャンと言える存在で、後続のギタリストに大きな影響を与えた。バート・ヤンシュはグレアムのことを「僕の絶対的なヒーロー」と評し、ポール・サイモンは「恐らくイングランドで最も偉大なギタリスト」と評している。また、レイ・デイヴィスはキンクス結成前の頃にグレアムにギターを貸したことがあり、その時の印象を「ビッグ・ビル・ブルーンジーを別にすれば、あんなに凄いブルース・ギタリストを見たことはなかった」と振り返っている。
変則チューニングを多用しており、とりわけ、6弦から順にD-A-D-G-A-Dに調律してドローン効果を得る方法を世に広めた。ジョン・レンボーンは、「仮に、デイヴィがDADGADの発明者というだけの人物だったとしても、やはり彼は不朽の名声を得るのは確実だ」と述べており、他にもジミー・ペイジ、マーティン・カーシー、ポール・サイモン等が、グレアムの変則チューニングのスタイルに影響を受けている。ジミー・ペイジがヤードバーズやレッド・ツェッペリンで演奏していたインストゥルメンタル曲「ホワイト・サマー」は、グレアムの演奏による「She Moved Thru the Fair」（原曲はアイルランド民謡）との類似性が指摘されてきた。
また、早い時期からモロッコ音楽を吸収していたことから、音楽評論家のアンディ・ファイフは「ピーター・ガブリエルよりも10年以上先駆けてワールドミュージックを西洋に持ち込んだ」と評している。

## ディスコグラフィ

### EP
- 3/4 AD（1962年）
  - アレクシス・コーナーとの連名
- From a London Hootenanny（1963年）
  - The Thameside Fourとの連名

### スタジオ・アルバム
- ザ・ギター・プレイヤー - The Guitar Player（1963年）
- フォーク、ブルース&ビヨンド - Folk, Blues and Beyond（1964年）
- フォーク・ルーツ、ニュー・ルーツ - Folk Roots, New Routes（1964年）
  - シャーリー・コリンズとの連名
- ミッドナイト・マン - Midnight Man（1966年）
- ラージ・アズ・ライフ・アンド・トゥワイス・アズ・ナチュラル - Large as Life and Twice as Natural（1968年）
- ハット - Hat（1969年）
- Holly Kaleidoscope（1970年）
- Godington Boundary（1970年）
  - ホリー・グィンとの連名
- All That Moody（1976年）
- コンプリート・ギタリスト - The Complete Guitarist（1978年）
- ダンス・フォー・トゥー・ピープル - Dance for Two People（1979年）
- Playing in Traffic（1993年）
- ブロークン・ビスケッツ - Broken Biscuits（2007年）

### ライヴ・アルバム
- After Hours（1998年）
  - 録音は1967年

### コンピレーション・アルバム
- Fire in Your Soul（1999年）
- The Best Of Davy Graham (A Scholar and a Gentleman)（2009年）